# Seznam slovenských hráčů v KHL v sezóně 2013/2014
Toto je seznam hráčů Slovenska v sezóně 2013/2014 KHL.
- HC Slovan Bratislava • Martin Bakoš • Milan Bartovič • Mário Bližňák • Jan Brejčák • Marko Daňo • Denis Godla • Libor Hudáček • Jaroslav Janus • Milan Kolena • Andrej Kudrna • Roman Kukumberg • Patrik Luža • Tomáš Matoušek • Vladimír Mihálik • Michel Miklík • Juraj Mikuš • Tomáš Mikuš • Bruno Mráz • Richard Mráz • Branko Radivojevič • Miroslav Šatan • Michal Sersen • Martin Štajnoch • Andrej Šťastný • Peter Ölvecký
- Avangard Omsk  • Ivan Baranka • Štefan Ružička • Tomáš Záborský
- HK Dinamo Minsk •	Richard Lintner • Tomáš Surový
- Dinamo Riga •	Marcel Haščák • Marcel Hossa
- HK Donbass• Ján Laco • Peter Podhradský
- HC Lev Praha • Lukáš Cingeľ • Juraj Mikuš
- CHK Neftěchimik Nižněkamsk • Martin Cibák • Branko Radivojevič
- Salavat Julajev Ufa • Štefan Ružička • Tomáš Záborský
- HK Sibir Novosibirsk • Július Hudáček • Kristián Kudroč
- Viťaz Podolsk • Martin Cibák • Branislav Mezei
- HK Jugra Chanty-Mansijsk • Tomáš Starosta
- Barys Astana • Kristián Kudroč
- CSKA Moskva • Rastislav Staňa
- OHK Dynamo Moskva • Dominik Graňák
- Medveščak Záhřeb • Ivan Švarný
- HK Spartak Moskva • Rastislav Špirko